# Bufonia capitata
Bufonia capitata är en nejlikväxtart som beskrevs av Joseph Friedrich Nicolaus Bornmüller. Bufonia capitata ingår i släktet Bufonia och familjen nejlikväxter. Inga underarter finns listade i Catalogue of Life.